# إدغار برون
إدغار برون (بالنرويجية البوكمول: Edgar Bruun)‏ هو منافس ألعاب قوى نرويجي، ولد في 4 أغسطس 1905 في كريستيانية ‏ في النرويج، وتوفي بنفس المكان في 30 أكتوبر 1985.

## وصلات خارجية
- إدغار برون على موقع أوليمبيديا (الإنجليزية)